# Je vais bien, ne t'en fais pas (film)
Pour le roman, voir Je vais bien, ne t'en fais pas (roman).
Pour plus de détails, voir Fiche technique et Distribution.
Je vais bien, ne t'en fais pas est un film français réalisé en 2006 par Philippe Lioret, adapté du roman homonyme d'Olivier Adam paru en 2000.

## Synopsis
Élise, alias Lili, est une femme de 19 ans, sportive et pleine d'entrain. Elle a passé des vacances en Espagne pendant plusieurs semaines et retourne chez ses parents. Elle apprend alors que son frère jumeau, Loïc, a disparu dans la nature après une dispute avec leur père. 
Lili a toujours été proche de son frère. Il est habituellement d'un caractère calme et placide. Il ne répond plus à aucun message. Rongée par l'inquiétude pour son frère disparu sans laisser de traces, elle se languit tant de lui qu'elle cesse vite de s'alimenter et tombe dans l'anorexie. Elle doit être internée dans un hôpital pour sa propre santé. Le séjour est long et pénible, elle ne cesse de dépérir malgré les soins constants qu'elle y reçoit. Le père de famille est en colère et désespéré de l'état de son enfant. Il force son médecin traitant à lui remettre une lettre écrite par Loïc. Cette missive se veut rassurante pour sa sœur tout en insultant violemment le père de famille. 
Ragaillardie par cette preuve de vie, Lili parvient à se rétablir. Elle sort de l'hôpital et part à sa recherche. D'autres lettres suivent de divers endroits en France, dans lesquelles Loïc continue de saluer sa mère et sa sœur et s'en prend toujours violemment à son père, lui reprochant par exemple la médiocrité de sa vie. Lili continue à être soutenue par ses amis Thomas et Léa. Ces derniers, qui vivaient ensemble, se séparent et une nouvelle histoire d'amour se noue entre Lili et Thomas. En vacances avec Thomas, elle découvre que c'est son père qui se rend dans différentes villes de France pour poster des lettres au nom de son frère.
Juste avant de rencontrer les parents de Lili pour la première fois comme compagnon de leur fille, Thomas se rend compte par hasard que Loïc est enterré à quelques kilomètres de la maison de famille. Lorsqu'ils sont confrontés à cette bizarrerie, les parents de Lili lui avouent que Loïc est mort dans un accident d'escalade pendant que Lili était en Espagne. Les lettres prétendument reçues de lui n'ayant été écrites que pour s'assurer qu’Élise n'aille pas le rejoindre dans la tombe.  
Lili découvre dans le coffre de la voiture de ses parents la guitare de son frère, qu'il était supposé avoir emmenée lors de son prétendu voyage, et comprend elle aussi que ses parents lui cachent la mort de Loïc. Acceptant le deuil, Lili et Thomas se rendent au restaurant avec les parents de la jeune fille.

## Fiche technique
- Titre : Je vais bien, ne t'en fais pas
- Réalisation : Philippe Lioret
- Scénario : Philippe Lioret et Olivier Adam d'après l'œuvre d'Olivier Adam
- Photographie : Sacha Wiernik
- Musique : Nicola Piovani et AaRON
- Montage : Andréa Sedlackova
- Production : Christophe Rossignon
- Société de production : Studiocanal, en association avec Cofinova 2
- Budget : 4 550 000 euros[1]
- Pays d'origine :  France
- Format : couleur
- Genre : drame
- Durée : 100 minutes
- Date de sortie : 6 septembre 2006[1]

## Distribution
- Mélanie Laurent : Élise « Lili » Tellier
- Kad Merad : Paul Tellier
- Isabelle Renauld : Isabelle Tellier
- Julien Boisselier : Thomas dit « Grenouille »
- Aïssa Maïga : Léa
- Simon Buret : l'ami de Loïc
- Christophe Rossignon : le professeur du couloir
- Éric Herson-Macarel : le premier professeur
- Emmanuel Courcol : le médecin de Vigneux
- Martine Chevallier : la première infirmière
- Jean-Yves Gautier : le médecin-chef
- Nathalie Besançon : la seconde infirmière
- Thibault de Montalembert : le psychiatre
- Yoann Denaive : le frère de Thomas
- Charlotte Clamens : la mère de Thomas
- Laurent Claret : le père de Thomas
- Stéphanie Pasterkamp : la jeune femme de la fête
- Nicolas Bridet : le type du balcon
- Thierry Nenez : réceptionniste hôtel Monopole
- Blandine Pélissier : réceptionniste hôtel Saint-André
- Alain Cauchi : le gérant du Shopi
- Flore Vannier-Moreau : première caissière Shopi
- Pierre Guimard : le chanteur de Saint-Aubin
- Mickaël Trodoux : Loïc
- Pierre-Benoist Varoclier : le chauffeur Eurolines

## Production

### Développement
Je vais bien, ne t'en fais pas est une adaptation du roman homonyme d'Olivier Adam. Pendant le tournage de son film L'Équipier, le réalisateur Philippe Lioret entend l'auteur du livre à la radio et note le titre de son recueil cité à l'antenne. Pris par son tournage, il attend six mois avant d'acheter Passer l'hiver qui avait reçu le Goncourt de la nouvelle en 2004. Rapidement, il rencontre Adam avec qui il sympathise et se fait offrir tous ses livres. Il commence la lecture de Je vais bien, ne t'en fais pas et, emballé par l'histoire, passe plusieurs jours à réfléchir à la façon d'adapter l'œuvre littéraire pour le cinéma. Après seize jours, il trouve une idée : au contraire du livre où l'histoire est racontée à travers le père, il veut inverser le récit et l'amener du point de vue de Lili. Olivier Adam apprécie l'idée et participe alors à l'écriture du scénario.
Le personnage principal devait au départ s'appeler Claire, mais lorsque Simon Buret est engagé pour jouer le rôle de l'ami de Loïc, il présente à Philippe Lioret l'album de son groupe qu'il n'arrive pas à faire produire. En écoutant le neuvième titre du disque, U-Turn, le réalisateur, qui avait déjà sélectionné une autre chanson, change d'idée et va jusqu'à transformer le prénom du personnage en Lili.

### Attribution des rôles
Alors que Lioret s'apprêtait à un long et difficile casting pour le rôle de Lili, sa rencontre avec Mélanie Laurent le séduit immédiatement. Dès lors, il arrête ses séances de casting, ne pouvant « imaginer quelqu'un d'autre ». Le tournage débute sans que la comédienne ait eu à passer d'essais, le réalisateur décidant de lui faire confiance.
Après le dîner qui suit la cérémonie des Césars 2005, Lioret apercevant Kad Merad de dos sans le reconnaître, est convaincu que c'est le genre de silhouette qu'il faut pour le personnage du père et l'invite à déjeuner dès le lendemain pour lui proposer le rôle. Alors qu'il est à l'époque habitué aux comédies, Merad pense d'abord ne pas être la bonne personne pour ce rôle et dit à Lioret avoir besoin d'y réfléchir. Une heure plus tard, il le rappelle pour finalement accepter.

### Tournage
Le film est tourné en partie à Vigneux-sur-Seine, Montgeron et Savigny-sur-Orge, non loin des lieux où est située l'intrigue du roman, à Draveil. D'autres scènes sont tournées à la gare et au lycée de Montgeron, au restaurant Le Paprika, situé dans le 9e arrondissement de Paris et à Saint-Aubin-sur-Mer, dans le Calvados.
Dans une scène du film, lorsqu'elle arrive chez ses parents, Lili cite « c'est le Truman Show, ici » en référence aux zones pavillonnaires des décors du film The Truman Show de Peter Weir.

### Musique
La chanson U-Turn (Lili) est composée et interprétée par le groupe AaRON qui sortira son premier album, Artificial Animals Riding on Neverland en janvier 2007. Le chanteur du groupe Simon Buret fait une apparition dans le film dans le rôle de l'ami de Loïc qui fait écouter la chanson à Lili.

## Bande originale
1. U-Turn (Lili) de AaRON
2. Les balançoires de Nicola Piovani
3. On peut pas rester comme ça de Nicola Piovani
4. Thomas de Nicola Piovani
5. Je vais bien, ne t'en fais pas de Nicola Piovani
6. Mister K. de AaRON
7. Il veut plus me voir de Nicola Piovani
8. On ira voir la mer de Nicola Piovani
9. Même pas jouer au ballon de Nicola Piovani
10. Vigneux de Nicola Piovani
11. Loïc de Nicola Piovani
12. Saint-Aubin-sur-mer de Nicola Piovani
13. Quelque chose à te dire de Nicola Piovani

## Accueil

### Box office
Le film réalise 903 692 entrées en France et 11 443 en Allemagne.

### Récompenses
- Le film totalise cinq nominations aux César et en décroche deux : césar du meilleur acteur dans un second rôle pour Kad Merad et césar du meilleur espoir féminin pour Mélanie Laurent.
- Prix Lumière du meilleur espoir masculin pour Julien Boisselier.
- Prix Lumière du meilleur espoir féminin pour Mélanie Laurent.
- Étoile d’or de la révélation féminine pour Mélanie Laurent.
- Étoile d’or du scénario pour Philippe Lioret et Olivier Adam.